# Tricladium caudatum
Tricladium caudatum är en svampart som beskrevs av Kuzuha 1973. Tricladium caudatum ingår i släktet Tricladium och familjen Helotiaceae.   Inga underarter finns listade i Catalogue of Life.